# Časopis filozofů slovanských zemí
Časopis filozofů slovanských zemí je recenzovaný mezinárodní vědecký časopis. Založil ho roku 2001 Andrzej Zachariasz, který je šéfredaktorem časopisu. Vychází každý rok a přispívají do něj odborníci ze všech slovanských států. Charakteristickým rysem časopisu je uveřejňovat články v národních jazycích autorů (v polštině, ruštině atd.).